# مسجد إيلجي
مسجد إيلجي (بالفارسية: مسجد ایلچی) هو مسجد تاريخي يعود إلى القرن الخامس الهجري، ويقع في أصفهان.